# Medicago polymorpha
Luzerne polymorphe
Espèce
La Luzerne polymorphe (Medicago polymorpha) est une espèce de plantes de la famille des Fabacées.